# Energia de desintegració
L'energia de desintegració és la diferència d'energia existent entre les partícules inicials i les finals d'un procés de desintegració radioactiva. S'aplica la relació entre la massa i l'energia:
Q = (massa dels partícules inicials - massa de les partícules finals) · c²
(on c és la velocitat de la llum)
Si l'energia, Q, és positiva, la reacció és exotèrmica, si és negativa la reacció és endotèrmica.
Escrit segons la famosa fórmula d'Albert Einstein
E = m · c ²
Se sol mesurar en electró volts (eV) o Megaelectró volts (MeV)